# Hammer Damage
Hammer Damage è il settimo album in studio del gruppo musicale epic metal statunitense Omen, uscito nel 2016.

## Tracce
1. Hammer Damage – 5:35
2. Chaco Canyon (Sun Dagger) – 4:52
3. Cry Havoc – 4:30
4. Eulogy for a Warrior – 5:29
5. Knights – 4:47
6. Hellas – 5:21
7. Caligula – 4:16
8. Era of Crisis – 4:41
9. A.F.U. – 5:07

## Formazione
- Kevin Goocher  - voce
- Kenny Powell - chitarra
- Andy Haas - basso
- Steve Wittig  - batteria